# Nardia
Nardia là một chi thực vật thuộc họ Solenostomataceae.

## Danh sách loài
Chi này có các loài sau (tuy nhiên danh sách này có thể chưa đủ):
- Nardia abyssinica
- Nardia assamica
- Nardia biloba
- Nardia breidleri
- Nardia compressa
- Nardia crassicaulis
- Nardia geoscyphus
- Nardia huerlimannii, Grolle & Vána
- Nardia insecta
- Nardia lescurii
- Nardia nigra
- Nardia nuda
- Nardia scalaris
- Nardia sendaica
- Nardia sieboldii
- Nardia takeana